# At the Festival
At the Festival — концертный альбом британо-американской джазовой пианистки Мэриэн Макпартлэнд, записанный в августе 1979 года на джазовом фестивале в Конкорде при участии басиста Брайана Торффа, барабанщика Джейка Ханны и саксофонистки Мэри Феттиг Парк. Релиз пластинки состоялся в 1980 году на лейбле Concord Jazz.

## Отзывы критиков
| Оценки критиков                            | Оценки критиков |
| Источник                                   | Оценка          |
| ------------------------------------------ | --------------- |
| AllMusic                                   | [ 2 ]           |
| The Encyclopedia of Popular Music          | [ 3 ]           |
| MusicHound Jazz: The Essential Album Guide | [ 4 ]           |
| The Rolling Stone Jazz Record Guide        | [ 5 ]           |
| The Rolling Stone Jazz & Blues Album Guide | [ 6 ]           |

В обзоре для AllMusic Скотт Яноу заявил, что это одно из лучших выступлений Макпартлэнд. Он также назвал Мэри Феттиг Парк превосходной и недооценённой саксофонисткой и задался вопросом, когда же она запишет свой собственный альбом.

## Список композиций
1. «I Love You» (Коул Портер) — 5:04
2. «Willow Weep for Me» (Энн Ронелл) — 6:07
3. «Windows» (Чик Кориа) — 6:09
4. «In the Days of Our Love» (Мэриэн Макпартлэнд, Пегги Ли) — 4:30
5. «Cotton Tail» (Дюк Эллингтон) — 5:22
6. «Here’s That Rainy Day» (Джимми Ван Хьюзен, Джонни Берк) — 6:11
7. «On Green Dolphin Street» (Бронислав Капер, Нед Вашингтон) — 7:14
8. «Oleo» (Сонни Роллинз) — 6:12

## Участники записи
- Мэриэн Макпартлэнд — фортепиано
- Брайан Торфф — бас
- Мэри Феттиг Парк — саксофон-альт
- Джейк Ханна — ударные
- Деннис Стаатс, Джим Хилсон, Фил Эдвардс, Рон Дэвис, Фил Эдвардс — звукорежиссёр
- Джордж Хорн — мастеринг
- Карл Джефферсон — продюсер

Все данные взяты из примечаний к альбому.